# 吉尔伯特·沃克
吉尔伯特·托马斯·沃克爵士CSI FRS（Sir Gilbert Thomas Walker，1868年6月14日—1958年11月4日）是英国物理学家和统计学家。沃克精通数学，将其应用于空气动力学、电磁学和时间序列分析等多个领域的研究，并且在剑桥大学担任教职。他在没有气象学研究经验的时候获得印度气象部门的聘请，开始从事预测季风的统计方法研究。他开发了分析时间序列数据的方法，这一方法现在被称为自回归模型。他以对南方涛动的开创性描述而闻名，这是全球气候的一个重大现象，同时他还发现了以他的名字命名的沃克环流，极大地推动了气候学的发展。他还在帮助印度数学神童斯里尼瓦瑟·拉马努金的早期职业生涯中发挥了重要作用。

## 早年经历
沃克于 1868 年 6 月 14 日出生在兰开夏郡的罗奇代尔，是托马斯·沃克和伊丽莎白·夏洛特·哈斯勒赫斯特的第四个孩子和长子。托马斯是克罗伊登的自治市镇工程师，是最早将混凝土用于城镇水库的工程师之一。沃克早年就读于惠特吉夫特学校，在那里他表现出对数学的兴趣，并获得了在圣保罗中学学习的奖学金。他于 1889 年就读于剑桥大学三一学院，并获评剑桥高级优等生。他因为过于刻苦学习导致身体不适，在瑞士度过了几个冬天的休养期，在那里他学会并熟练掌握了滑冰技巧。他于 1895 年成为三一学院的讲师。   

## 职业生涯
印度气象局的创始局长亨利·弗朗西斯·布兰福德注意到 印度和缅甸的夏季季风与喜马拉雅山的春季积雪相关的规律, 并以此来预测印度季风，成为惯例。然而到了 1892 年，这些预测开始失效，第二任局长约翰·艾略特开始使用其他几个参数来研究相关性，包括信风强度、反气旋、尼罗河洪水以及来自澳大利亚和非洲的一些记录。艾略特从 1899 年到 1901 年的预测非常失败，他预测降雨量高于正常水平，实际却反而出现干旱和饥荒，以至于他受到了各路报纸的严厉批评，使得他对 1902 年至 1905 年的预测不得不进行保密。艾略特对洛克耶周期方面的工作越来越感兴趣，于是就选择了一位擅长数学的继任者，也就是沃克，即便他缺乏气象领域的研究经验。艾略特本人就是一位富有才华的数学家，是剑桥的第二级优等生，而沃克曾是一名高级优等生，是剑桥大学小有名气的应用数学家。1903 年沃克放弃了三一学院的奖学金，担任气象记者助理。  1904 年，他被提拔为印度天文台总干事。  Walker 以严谨的定量发展了 Blanford 的想法，并提出了相关性度量（有滞后）和回归方程（在时间序列术语中称为自回归）。他成立了一组印度文员来计算天气参数之间的相关性。 他为时间序列回归引入的方法现在部分以他的名字命名（另一位贡献者是研究太阳黑子周期的Udny Yule）作为 Yule-Walker 方程。 通过分析来自印度和其他地区的大量天气数据，在接下来的 15 年里，他首次描述了印度洋和太平洋之间大气压的“跷跷板”振荡，以及它与地球热带地区（包括印度）的温度和降雨模式的相关性。这一现象现在被称为厄尔尼诺南方涛动。      1911 年，他被授予印度之星勋章。 
沃克对很多其他领域也非常感兴趣。他对鸟类飞行和回旋镖进行了数学研究。本科时对回旋镖的兴趣为他赢得了“回旋镖步行者”的绰号。在西姆拉，他曾经在安嫩代尔的土地上投掷回旋镖，甚至引起了印度总督的注意。 他发现西姆拉的剑桥科学家欧内斯特·汉伯里·汉金 ( Ernest Hanbury Hankin ) 关于鸟类飞行的想法存在缺陷，并指出上升的热气流有足够的能量支持鸟类的翱翔，以及湍流涡流在提供升力方面的作用。    1901年，他在《自然》上发表了他十年研究的总结。 他还是一位多才多艺的长笛演奏家，对长笛的物理特性十分感兴趣，因此成为研究长笛历史和演变的专家。他对长笛进行了一些设计更改，并将其投入制造。 他也是一位水彩画家，在西姆拉期间，他还举办了作品展览。 

## 退休生活
即使在从印度退休（1924 年被封为爵士）并接受伦敦帝国理工学院气象学教授职位后，沃克仍继续研究年度天气和气候变化。他最初的目标——预测季风失败——的成功率参差不齐。然而，他的理论和广泛的支持研究代表了向前迈出的宝贵一步，使他在气候研究方面的继任者能够超越当地的观测和预测，转向全球气候的综合模型。他于 1926 年至 1927 年担任皇家气象学会主席。
沃克于1904年当选皇家学会会员，这是在他研究气象学的很早之前，当时他已经有应用数学和电磁学应用方面的科学贡献。出于个人的数学天赋，沃克几乎是第一个发掘印度数学神童拉马努金的人，他当时给马德拉斯大学写了推荐信，给拉马努金争取了一笔奖学金。
沃克对大量学科的兴趣使他注意到各领域的专家正在逐渐变得孤立： 
沃克于 1908 年与玛丽·康斯坦斯·卡特结婚，婚后育有一个儿子迈克尔·阿什利和一个女儿维丽蒂·米歇琳。他于 1958 年 11 月 4 日在萨里郡的科尔斯顿去世，享年90 岁。 为研究气候而成立的英国沃克研究所以他的名字命名。

## 出版作品
与印度气象相关的出版物：
- 气候季节变化的相关性（引言）。印度气象部备忘录 20(6)
- 关于印度假定气候变化的气象证据。印度气象部备忘录 21(1)
- 天气季节变化的相关性，第二卷，印度气象部备忘录 21(2)
- 印度短期强降雨数据。印度气象部备忘录 21(3)
- 与其他国家相比，印度的干旱责任。印度气象部备忘录 21(5)
- （与 Rai Bahadur Hem Raj合作）印度北部的寒冷天气风暴。印度气象部备忘录 21(7)
- 进一步研究与印度季风降雨的关系。印度气象部备忘录 21(8)
- 天气季节变化的相关性，第三卷。印度气象部备忘录 21(9)
- 天气季节变化的相关性，第四卷，太阳黑子和降雨的季节变化的相关性。印度气象部门备忘录 21(10)
- 天气季节变化的相关性，第五卷，太阳黑子和温度的季节变化的相关性。印度气象部备忘录 21(11)
- 天气季节变化的相关性，第六卷，太阳黑子和压力的季节变化的相关性。印度气象部备忘录 21(12)
- 月和年降雨量平均值。印度气象部备忘录 22(1)
- 每月雨天数的年平均值。印度气象部备忘录 22(2)
- 压力、温度、相对湿度、蒸汽张力和云的月度和年平均值。印度气象部备忘录 22(3)
- 天气季节变化的相关性，第七卷，季风降雨的局部分布。印度气象部备忘录 23(2)
- 每月和每年的正常降雨量和雨天。印度气象部备忘录 23(7)
- 印度大雨的频率。印度气象部备忘录 23(8)
- 天气季节变化的相关性，第八卷，世界天气初步研究。印度气象部备忘录 24(4)
- 天气季节变化的相关性，第九卷，世界天气的进一步研究。印度气象部备忘录 24(9)
- 天气季节变化的相关性，第十卷，在印度的季节预报中的应用。印度气象部备忘录 24(10)
- （与 TC Kamesvara Rao 合作）1915 年 12 月至 1915 年 3 月寒冷天气期间印度的降雨类型。印度气象部备忘录 24(11)

关于方法论的出版物：
- Walker, G.T. . Quarterly Journal of the Royal Meteorological Society. 1925, 51 (216): 337–346. Bibcode:1925QJRMS..51..337W. doi:10.1002/qj.49705121603.

其他主题出版物：
- (1896) On a dynamical top. Q. J. Pure Appl. Math. 28:175–184.
- (1895) Walker G.T. On a Curious Dynamical Property of Celts // Proc. Cambridge Phil. Soc. 1895. Vol. 8, Pt. 5. P. 305–306.